# Bohr bug
Bohr bug – rodzaj błędu programu komputerowego, który  jest w pełni powtarzalny, jednak jego przyczyny są nieznane. Pojęcie nawiązuje do modelu atomu Bohra, który opisuje w sposób zgodny z doświadczeniami zachowanie atomu wodoru, jednak nie podaje przyczyn takiego zachowania.